# 人権外交
人権外交は、人権尊重の促進を主要目的の一つとする外交。

## 概要
世界史の文脈においては、1977年に就任した米国のジミー・カーター大統領が提唱した外交姿勢に端を発する。米国の外交戦略においては、エネルギーを含めた安全保障や経済と並んで、自由、民主主義、法の支配などの共通の価値を重視する価値観外交が大きな柱とされるが、基本的人権の尊重を重視する人権外交はその一画をなしてきた。冷戦終結後の「共産主義との対決」との大義名分が消失した時代において、米国中心の世界秩序・平和を進めていく上での基本理念ともいえるが、近年では、新たな覇権国家となることを目指す中国やロシアとの主要な対立軸の１つともなっている。
2000年代半ば以降、世界的状況として、新自由主義的経済政策による格差の拡大を原因として排外主義が引き起こされ、またインターネットの普及により専門的知見を欠く安易な言説が言論空間を歪めたことによりポピュリズムが進展したことなどによって社会の分断が引き起こされ、人権・民主主義の価値が揺さぶられる事態が生じている。さらに、2021年末までには、独裁体制を敷く中国が台頭し、これに対抗すべきアメリカも第1次トランプ政権下において一国主義的傾向を強めたことにより、人権外交は困難な状況に直面している側面がある一方、バイデン政権では、そのような情勢であればこそ、人権外交を外交理念として一層重視しようとしているとの指摘もされている。

## 日本での位置づけ
戦後日本の外交は、主に安全保障や経済といった物質的な側面に基軸が置かれ、基本的人権などの理念的な側面はさほど顧みられてこなかった。しかし、人権をより重視する世界潮流に加え、主要先進国などと価値観を異にする中国との対立軸として、国際関係上での人権の位置づけの重要性が高まっていく中、日本でも価値観外交や自由で開かれたインド太平洋戦略といった外交理念の定着とともに、その一画をなす人権外交への注目も高まっている。
2021年末頃の状況としては、上述のとおり世界的に社会の分断やポピュリズムが進行し、人権の価値を揺るがす事態も生じている中で、日本においてこうした影響は比較的軽微であるとの分析もある。そのため、日本自身の安全保障のためにも、日本が人権外交の担い手としてより主導的な役割を果たすべきとの主張もみられるが、人権の政治的な利用とみられることを避ける必要がある、国内の人権問題を放置したままでは外交に利用するのは不公正に映る、などの慎重論もある。2021年に発足した岸田内閣については、人権問題担当の首相補佐官を新設するなど、従来の政権に比べて人権外交を重視する姿勢を見せようとしていると分析し、これを肯定的に評する意見がある一方、具体的施策としては未だ積極性が確認できないとの指摘があるほか、世論の関心が必ずしも高くないことなどから、その効果に対する懐疑的意見もある。